# Sinostrangalis clermonti
Sinostrangalis clermonti är en skalbaggsart som först beskrevs av Maurice Pic 1927.  Sinostrangalis clermonti ingår i släktet Sinostrangalis och familjen långhorningar. Inga underarter finns listade i Catalogue of Life.